# Лангер, Сьюзен
Сьюзен Катерина Лангер (англ. Susanne Katherina Langer [læʹŋər], née Knauth, 20 декабря 1895, Манхэттен — 17 июля 1985, Олд-Лайм, Коннектикут) — американский философ сознания и эстетики, испытавшая влияние Эрнста Кассирера и Альфреда Уайтхеда. Наиболее известна её книга 1942 года «Философия в новом ключе» (Philosophy in a New Key).

## Жизнь и труды
Сьюзен Лангер — урождённая Сюзен Катерина Кнаут — родилась в Верхнем Вест-Сайде, на Манхэттене (Нью-Йорк, штат Нью-Йорк, США), в богатой семье немецких иммигрантов.
В детстве Сьюзен отравилась кокаином после того, как фармацевт неправильно выписал рецепт. Она болела несколько лет и большую часть своего раннего образования получила дома с репетиторами. Её отец, Антонио Кнаут (1855—1915), — партнер юридической фирмы Briesen, Steele & Knauth, совладелец банка Knauth, Nachod & Kühne — играл на виолончели и фортепиано, и она научилась играть на обоих инструментах. Она продолжала играть на виолончели всю свою жизнь, храня её в стеклянном футляре в своем доме в Олд-Лайме. Знание музыки дало ей опыт, которого не хватало многим другим философам при изучении философии эстетики.
После смерти отца она поступила в Рэдклиффский колледж, получив степень бакалавра в 1920 году. В 1924 году она получила степень магистра философии в Гарвардском университете, а в 1926 году — степень доктора философии в Гарварде. Она осталась работать в Гарварде, став в 1927 году тьютором на кафедре философии, оставаясь в должности до 1942 года.
В Рэдклиффе она училась у Генри Мориса Шеффера (1882—1964), у Альфреда Норта Уайтхеда, который написал предисловие к её первой книге по философии «Практика философии», опубликованной в 1930 году. Кроме Уайтхеда на неё оказали влияние лекции Эрнста Кассирера, — философа, который был ректором Гамбургского университета, пока нацисты не вынудили его эмигрировать. Кассирер считал, что такие области как религия, искусство, наука и миф, являются проявлениями символического мышления, и Лангер придерживалась этой теории.
Будучи студенткой, Сьюзен встретила Уильяма Леонарда Лангера, историка, и они поженились в 1921 году. Они развелись в 1942 году. С 1954 по 1962 год Лангер была профессором философии в Коннектикутском колледже в Нью-Лондоне. Получив в 1956 году грант на проведение исследований от благотворительного фонда Эдгара Кауфмана из Питтсбурга, она смогла посвятить себя писательской деятельности. Её первая опубликованная книга, «Путешествие Маленькой Диппер и другие сказки», вышедшая в 1924 году, была сборником иллюстрированных сказок. Все остальные её книги были посвящены философским темам. Последней её книгой была книга «Разум: эссе о человеческих чувствах» — трехтомный труд объёмом более 1000 страниц. Первый том был опубликован издательством Университета Джонса Хопкинса в 1967 году, а последний том вышел в 1982 году.
Миссис Лангер пережили два сына, Леонард К. Р., из Скарсдейла, штат Нью-Йорк, и Бертран В., из Тастина, Калифорния; а также пять внуков и один правнук.

## Философия
Лангер исследует ментальный процесс осмысления (наделения смыслом), осуществляемый посредством созерцания одного предмета в терминах другого.
У человека существует всеобъемлющая потребность в символизации, создании значения и наделении им окружающего мира. В «Философии в новом ключе», начиная с критики позитивизма, американский философ рассматривает эпистемологические вопросы, двигаясь от семантической теории через философию музыки к общим вопросам эстетики. Сознание человека осуществляет «непрерывный процесс символической трансформации эмпирических данных», создавая таким образом «неиссякаемый источник более или менее стихийных идей».
Одной из наиболее известных концепций Лангер является различение дискурсивных и презентативных символов. Дискурсивная символизация конструирует элементы с постоянным и контекстно независимым смыслом в новое значение. Презентативная символизация отвлекается от заданного, установленного смысла элементов. Она не может быть постигнута посредством суммирования смыслов составляющих элементов, но только как целостность. Например, элемент, используемый в одном изображении, в другой картине может артикулировать совершенно иной смысл. Тот же принцип применим и к нотации в музыке — элементы сами по себе не имеют определённого значения, кроме как в контексте всей экспозиции, в данном случае всего музыкального произведения.

## «Философия в новом ключе» (1942)
Читать «Философию в новом ключе» Сьюзен Лангер следует именно как пролегомены. На это она указывает в предисловии ко второму изданию: «Другое, интеллектуально гораздо более важное изменение, которое я бы внесла… это замена понятия музыки как, в сущности, неопределенного символа, гораздо более точным, хотя и несколько трудным понятием музыкального смысла, включающим в себя теорию (правда, не полностью) художественного абстрагирования вообще… Хотя возможно, что в ходе более точного и логичного изложения этой несколько необычной темы возникли бы новые вопросы, снова заставившие мое воображение предлагать свои ответы в форме гипотез и образов… Поэтому, возможно, будет разумнее, если книга выйдет именно такой, какой она была прежде, со всеми её незаконченными мыслями и полувысказанными ответами…».
Причем читать и как «пролегомены к» — что в данном случае значит: к её главной книге «Feeling and form. A theory of art» (1953), — и стилистически: скорее набросок, отсюда повторы, длинноты и т. п. Любопытно, что эта книга в совсем ином смысле, чем в двух вышеозначенных, разделяет судьбу других пролегоменов, кантовских. А именно: тем, что прославила автора. Но, увы, этим сходство заканчивается: «Философия в новом ключе» так и осталась наиболее читаемым произведением Лангер.
Формулировка «Философия в новом ключе» уточняется следующим образом: теория расширенного символизма. Номинально Лангер расширяет его (имеется в виду: символизм Эрнста Кассирера) тем, что вводит различие дискурсивной и презентативной символической формы, реально же: заостряет, приписывая презентативным символам непереводимость, дискурсивным — обратное. В этом недоверии к языку — влияние А. Н. Уайтхеда («Хайдеггер увещевает нас „терпеливо прислушиваться к голосу Бытия“. Он преклоняется перед загадками языка, перед теми путями, какими тот взывает к нам и управляет нами. Уайтхед предлагает гораздо более открытый, плюралистический взгляд на способ работы языка. Он понимает, что язык содержит в себе тайны, что он отнюдь не является всего лишь средством или инструментом. Но также он предостерегает нас против преувеличения его важности. Он постоянно отмечает ограничения языка, что означает также неадекватность сведения философии к его возвеличиванию и анализу»), которому Лангер и посвятила текст: область семантики шире, чем область языка. Существует опыт, который ускользает от дискурсивной формы познания. Вполне вероятно, что это — вариант критики, которую другие авторы (Хельмут Кун, Майкл Фридман) проводят в терминах тупиковости философии символических форм. На их взгляд, выражается это в том, что Кассирер миф, религию, искусство или науку считает лишь различными «языками», выражающими единое содержание, что язык (тем самым «раскавычивая» это слово) — как единственная форма, соединимая со всеми — берет на себя роль переводчика, а познание как символическая форма заключает в себе все другие.
«Философия символических форм» Кассирера представляет собой философию культуры, в центре её — человек как animal symbolicum, чье отличие от животных вызвано деятельностью, символической, разумеется, а не его физической или метафизической природой. Это связано с чисто неокантианским решением кантовского вопроса о границах независимой от опыта способности чистого разума к продуцированию формообразующих элементов познания: Кассирер отождествляет «условия возможности опыта» с «условиями возможности объектов опыта», тем самым радикализируя позицию Канта — объект лишается всякой субстанциональности. Но, в отличие от коллег по Марбургской школе неокантианства, Кассирер сочетает трансцендентальный априоризм с принципом историзма, полагая, что сложившиеся научные системы понятий («категории рассудка») сами вовлечены в процесс исторических изменений.
Такой человек как animal symbolicum живёт в символическом универсуме, окружающем, а не физическом мире (Дж. Гибсон). Связь с ним (несводимая к только практической: символизация как средство, так и цель) всегда опосредована лингвистическими формами, художественными образами, мифическими символами или религиозными ритуалами, иначе говоря, знаком, символом или «символической формой». В ней знак и значение не совпадают, но взаимопринадлежат, образуя тем самым единое целое. «Эта близость отношения между „формой“ и „значением“ отличает подлинную символическую форму от условных семантических систем, таких как азбука Морзе или знаки, используемые в символической логике, представляющие собой средство для передачи готового смысла, которые могут в любой момент быть вытесненными альтернативными, более удобными средствами. Не так с „символической формой“. Она незаменима, неотделяема, и не может быть произвольно сконструирована. Она не содержится в форме, а содержится как форма».

### Различение символа и знака
«Любой значительный звук, жест, вещь, событие (например, взрыв) может быть либо знаком, либо символом. Знак указывает на существование — в прошлом, настоящем или будущем — вещи, события или условия».
«Логическая связь между знаком и его объектом очень проста: они связаны таким образом, чтобы образовать пару; то есть они состоят в отношении один к одному. Каждому знаку соответствует один определённый предмет, который является его объектом, обозначаемой им вещью (или событием, или условием)».
Знаки могут быть как естественными (мокрые улицы как знак того, что прошел дождь), так и искусственными (пушечный выстрел как знак того, что в Петербурге полдень). «Их логическая связь со своими объектами тем не менее является той же самой, что и у естественных знаков, — то есть соответствие „один к одному“ знака и объекта, благодаря которому толкователь, заинтересованный в объекте и воспринимающий знак, может предвидеть существование того термина, который его интересует».
«Термин, который используется символически и не знаково, не ставит действие в соответствие с присутствием объекта. Если я скажу: „Наполеон“, вы не будете поклоняться завоевателю Европы, словно я вас с ним познакомила, а не просто назвала его. Если я упомяну нашего общего знакомого мистера Смита, вы можете сказать о нём за его спиной нечто такое, что вы наверняка не сказали бы в его присутствии. Таким образом, символ, относящийся к мистеру Смиту, его имя, может успешно спровоцировать такое действие, которое уместно исключительно в его отсутствие. Поднятые брови и взгляд на дверь, понятые как знак того, что вошел мистер Смит, остановили бы вас на середине вашего рассказа; это действие было бы обращено лично к мистеру Смиту.
Символы представляют не сами объекты, а являются носителями определённой концепции об объектах. Постичь некую вещь или ситуацию — это не то же самое, что „отреагировать“ на них очевидным образом или осознать их присутствие. Говоря о вещах, мы обладаем не вещами как таковыми, а представлениями о них; символы же непосредственно „подразумевают“ именно понятия, а не предметы. Поведение по отношению к понятиям — это то, к чему обычно побуждают слова; это — типичный процесс мышления». Как раз способность использовать символы, согласно Лангер (и Кассиреру) составляет отличие человека от животного.

### Различение дискурсивных и презентативных символических форм
«Наряду с дискурсивным символизмом Лангер открывает для себя другой тип символизма, который обычно игнорируется или принижается. Это — недискурсивный, или презентативный, символизм. Если первый связан с языком, со словом, то второй исключает язык и не нуждается в технике дискурсивного анализа. Таковы символы, заключающиеся в сновидениях, ритуалах, мифах, религии, искусстве, эмоциях, выражаемых в криках» . Критериями дискурсивности Лангер считает линейность (знание, неподдающееся такой рядоположности, недискурсивно) и наличие словаря (дискурсивные, вербальные единицы — слова — могут быть равнозначны другим, могут быть выражены разными способами; отсюда: возможность перевода, в том числе, с языка на язык).
«Напротив, презентативные символы… не имеют своего словаря, своего синтаксиса. Как и язык, картина составлена из многих элементов. Но в презентативных символах эти элементы сочетаются не последовательно, не как сумма значений, а одновременно, на основе принципа „часть-целое“. Эти символы не имеют своего языка, и поэтому непереводимы — не могут быть определены в терминах других символов. Если дискурсивный символизм имеет дело с языком, то область презентативного символизма связана с чувственными значениями и визуальными формами».
Чтобы сферу чувств, эмоциональной, аффективной жизни рассматривать как определённую область символики (презентативную), акцентировать внимание на связи визуальных форм с процессом познания, Лангер обращается к гештальтпсихологам (Курту Коффке, Рудольфу Арнхейму, Вольфгангу Кёлеру), а равно Артуру Шопенгауэру (к его пониманию интеллектуального созерцания, a contrario «Рассудок ничего не может созерцать, а чувства ничего не могут мыслить» Канта). Так, Арнхейм "доказывает, что визуальное восприятие — не пассивный процесс, оно имеет свою логику, основывается на моделях и принципах, которые аналогичны рациональным понятиям и абстракциям… «В настоящее время, — пишет Р. Арнхейм, — можно утверждать, что на обоих уровнях — перцептивном и интеллектуальном — действуют одни и те же механизмы».

## Основные произведения
- The Cruise of the Little Dipper, and Other Fairy Tales (1924 illustrated by Helen Sewall)
- The Practice of Philosophy (1930, foreword by Alfred North Whitehead)
- An Introduction to Symbolic Logic (1937), ISBN 978-0-486-60164-9
- Philosophy in a New Key: A Study in the Symbolism of Reason, Rite, and Art (1942), ISBN 978-0-674-66503-3
- Language and Myth (1946), translator, from Sprache und Mythos (1925) by Ernst Cassirer, ISBN 978-0-486-20051-4
- Feeling and Form: A Theory of Art (1953)
- Problems of Art: Ten Philosophical Lectures, 1957
- Reflections on Art (1961) (editor)
- Philosophical Sketches (1962), ISBN 978-1-4351-0763-2
- Mind: An Essay on Human Feeling, three volumes (1967, 1972, and 1982)

## Публикации на русском языке
- Сьюзен Лангер. Философия в новом ключе: исследование символики разума, ритуала и искусства / пер. с англ. С. П. Евтушенко; Общ. ред. и послесл. В. П. Шестакова. — М.: Республика, 2000. — 287 с. — (Мыслители XX века). ISBN 5-250-027-47-4